# Arts Vision
Arts Vision (jap. アーツビジョン Ātsu Bijon) – jedna z największych agencji zarządzania talentami głosowymi seiyū w Japonii. Firma została założona w 1984 roku przez Sakumi Matsuda byłego menedżera Tokyo Actor’s Consumer’s Cooperative Society jako niezależna korporacja. Studio stało się bardzo popularne w 1990 r. w czasie, wielkiego boomu popularności aktorów głosowych. Przez długi okres utrzymywała się na szczycie popularności, studio zatrudniało wielu znanych aktorów w Japonii, którzy bardzo szybko zostawali idolami. W 1997 roku, jednak wiele z tych znakomitych młodych wykonawców przeniosło się do agencji I’m Enterprise, firmy zarządzanej również przez Sakumi Matsuda. Od tego czasu kilka nowych wykonawców dołączyło do Arts Vision.
W 2003 r. Chihiro Suzuki i Masumi Asano przenieśli się z I’m Enterprise do Arts Vision. Chihiro Suzuki od 2010 r. jest aktorem niezależnym, natomiast Masumi Asano od 2007 pracuje dla Aoni Production.
Anime z którymi firma była zaangażowana:
- Final Fantasy VII: Advent Children
- One Piece: Defeat The Pirate Ganzak!
- Onegai Teacher Oficjalny Fanbook

## Członkowie
- Sayaka Aida
- Yuri Amano
- Yu Asakawa
- Azumi Asakura
- Eiji Asanuma
- Isshin Chiba
- Kaoru Fujino
- Tomoe Hanba
- Risa Hayamizu
- Nobuyuki Hiyama
- Sōichirō Hoshi
- Yayoi Jinguji
- Yūki Kaji
- Yoshio Kawai
- Masayo Kurata
- Miyuki Matsushita
- Yūji Mikimoto
- Hironori Miyata
- Kaori Mizuhashi
- Jun Mizusawa
- Toshiyuki Morikawa
- Takashi Nagasako
- Miki Narahashi
- Tomomichi Nishimura
- Manami Numakura
- Kazuo Oka
- Takeharu Ōnishi
- Chika Sakamoto
- Yūko Sasamoto
- Akira Sasanuma
- Ikuya Sawaki
- Hekiru Shiina
- Katsumi Shiga
- Asami Shimoda
- Katsumi Suzuki
- Ken’ichi Suzumura
- Wataru Takagi
- Yoshino Takamori
- Fujiko Takimoto
- Chiharu Tezuka
- Nobuo Tobita
- Kōsuke Toriumi
- Nao Tōyama
- Yumi Uchiyama
- Kumiko Watanabe
- Miho Yamada
- Kozue Yoshizumi
- Michihiko Hagi
- Manami Numakura
- Yumi Hara

## Byli członkowie
- Masumi Asano – teraz Aoni Production (od 2007)
- Megumi Hayashibara – teraz Aksent
- Yui Horie – pracownik bez etatu (od 2007)
- Asami Imai – Kaleidoscope (od 2007)
- Yumiko Kobayashi – pracownik bez etatu (od 2007)
- Mami Kosuge
- Eiji Maruyama (śmierć)
- Kotono Mitsuishi – pracownik bez etatu (od 2007)
- Kumi Sakuma
- Chiaki Takahashi – pracownik bez etatu
- Yūji Ueda
- Narumi Tsunoda – (Honey Rush) (od 2007)
- Chisa Yokoyama – (Bambina)
- Chihiro Suzuki – niezależny (od 1 lutego 2010)
- Toshiyuki Morikawa – założył nową agencję Axlone (od kwietnia 2011)
- Ken’ichi Suzumura – założył nową agencję INTENTION (od kwietnia 2012)
- Nozomu Sasaki – obecnie 81 Produce
- Kae Araki

## Ciekawostki
- 4 kwietnia 2007 r. Prezes Arts Vision – Sakumi Matsuda został aresztowany za napaść na tle seksualnym 16 letniej dziewczyny, która chciała zostać aktorem głosowym. Jej aplikacja na aktora została odrzucona. Według źródeł, Matsuda przyznał się do zarzucanych mu czynów[2].
- Aktorka głosowa Yui Horie znana z ról Naru Narusegawa w Love Hina oraz Tōru Honda z Fruits Basket, zaprzecza udziału w skandalu w Arts Vision. Dnia 6 czerwca 2007 r, napisała na swoim blogu wpis o seksualnej napaści przewodniczącego Arts Vision – Sakumi Matsuda. Horie pisze „zgłoszone incydenty absolutnie się nie wydarzyły” z jej udziałem. W dniu 2 czerwca, około dwóch tuzinów fanów protestowało przez podnoszenie poduszek – odniesienie do eufemizmu „makura eigyō” („obiekt poduszki”) na rzecz zachęty do seksu za przysługę[3].